# PTZD
PTZD (conocido en Latinoamérica como "Trastorno Zombi" y en España como "El Zombi") es el segundo episodio y la segunda parte del inicio de la tercera temporada de la serie de televisión estadounidense de Drama Sobrenatural y policíaco Grimm. El guion principal del episodio fue coescrito por los creadores de la serie David Greenwalt y Jim Kouf, y la dirección general estuvo a cargo de Eric Laneuville. 
El episodio se transmitió originalmente el 1 de noviembre del año 2013 por la cadena de televisión estadounidense NBC. Para la emisión de Latinoamérica, el estreno se llevó a cabo el 25 de noviembre del mismo año por el canal Unniversal Chanel a unas semanas de su debut original.
En este episodio Monroe, Juliette, Rosalee, Hank y el capitán Renard inician una frenética búsqueda por Nick para evitar que siga haciendo más daño y poder curarlo de su estado antes de que el mismo termine haciendo algo de lo que podría lamentarse para siempre. El capitán por su parte tiene planeado no dejar impune lo del incidente de los zombis. Mientras en Europa, Adalind descubre que su misión por recuperar sus poderes esta todavía muy lejos de terminar.

## Argumento
El zombificado Nick ha situado como sus nuevas presas a una familia funcional, a quienes acorrala en su propio hogar al intentar atacarlos. En ese momento aparecen Hank y Monroe quienes se ven obligados a enfrentar a su amigo y provocarlo para poder rescatar a la familia. Poco después a la escena llegan Renard, Juliette y Rosalee listos con una dosis extra de antídoto. Sin más opción que enfrentarlo simultáneamente, la pandilla entera tiene problemas para controlar a Nick, aun cuando Monroe y Renard usan sus formas wesen para contenerlo; no es sino hasta después de que Juliette y Rosalee le inoculan el antídoto, en el que el Grimm queda inconsciente. Los demás aprovechan la situación para llevárselo a la tienda de especias y tratarlo lo más pronto posible.      
En Europa, Adalind llega hasta la tienda de Stefania, lugar donde contempla a las flores muertas colocarse por sí solas en el cadáver de Frau Pech. Stefania advierte que las flores deben fusionarse con el cuerpo y le ordena a su cliente coser la enorme abertura que tiene la fallecida Hexenbiest. Una vez terminado el trabajo, Adalind se ve obligada a cortar el hilo con sus propios dientes y esperar el resultado. En poco tiempo de lo esperado Stefania le revela a Adalind su siguiente tarea: colocar en un frasco una extraña crema que resultó de la unión de las flores con Frau Pech y untarselo en la piel para poder asegurar la salud de su futuro hijo. Esa misma noche, Adalind se unta un poco de la crema en su vientre que resulta en la formación de un cráneo en el área antes de ser absorbido en cuestión de segundos. 
En Portland, mientras todos esperan que Nick se recupere y recobre la consciencia, Renard se separa del grupo para hacerse cargo de todo el daño hecho por su hermano: le da la orden a uno de sus subordinados llamado Meisner de matar a su hermano, una tarea que se termina cumpliendo en cuestión de horas. Nick se recupera de su zombificación completamente inconsciente de todas las acciones que realizó mientras estuvo en ese estado. Aunque todos quedan impresionados de la situación, Juliette termina informándole de todo a su novio. No obstante como un efecto secundario inesperado, Nick parece sufrir de cambios físicos de vida y muerte, al tener la piel gris y su pulso demasiado bajo en periodos de tiempos limitados. Al día siguiente, Renard es informado por Wu que uno de los hombres involucrados en la pelea del bar terminó muriendo como resultado de las heridas que sufrió por parte de misterioso atacante que es identificado como "Thomas Shirah" (la falsa identidad con la que Eric tenía planeado sacar a Nick del país). Dándose cuenta de la gravedad en la que Nick está metido, Renard contacta a toda la pandilla con excepción de Nick y los convence de ocultarle lo recién descubierto para protegerlo de la verdad y de la justicia. 
Aunque Juliette y Rosalee ensayan una historia improvisada para evitar ser descubiertas en los detalles y dar un falso testimonio como las testigos principales del crimen. Para cuando Juliette es buscada por los detectives que están encargados del caso, Nick termina descubriendo la verdad sobre sus acciones lo que lo lleva a tomar la decisión de entregarse para pagar por sus errores, haciendo caso omiso tanto de los ruegos de sus amigos como los de su novia de desistir y aceptar que el no estaba consiente cuando asesino a ese hombre. Aun así Nick va hasta la comisaría, lugar donde Renard le muestra una cinta de vídeo que lo capturó en la pelea del bar. Renard le comenta a Nick que lo que hizo fue solo un acto de defensa, que no puede explicar en la corte y que si se entrega le dará a los nobles exactamente lo que quieren. Nick queda algo sorprendido y para cuando se topa con los detectives nuevamente, este decide no entregarse y hacer de cuenta que nada pasó.

## Elenco
- David Giuntoli como Nick Burkhardt.
- Russell Hornsby como Hank Griffin.
- Bitsie Tulloch como Juliette Silverton.
- Silas Weir Mitchell como Monroe.
- Sasha Roiz como el capitán Renard.
- Bree Turner como Rosalee Calvert.
- Reggie Lee como el sargento Wu.
- Claire Coffee como Adalind Schade.

## Producción
El título del episodio fue creado para ser una especie de combinación entre el desorden de estrés postraumatico y la palabra zombi, dejándolo como "desorden de estrés postraumatico zombie", el cual hace alusión a lo ocurrido con el protagonista en la trama del episodio.

### Guion
David Greenwalt y Jim Kouf comentaron en reportaje de TV Guide que para la tercera temporada Nick iba a pasar por un periodo de cambio a raíz de lo ocurrido con su zombificacion.
El episodio presentó a Nick viéndose obligado a aceptar por la fuerza que mató a un hombre que no era un criminal o wesen, sino más bien a alguien defendiéndose. En un reportaje con TV Line, Giontuli agregó: "Nick es una persona que quiere justicia y hacer lo correcto y tiene problemas para concordar con las reacciones que sus amigos tienen para las acciones que ha hecho. No entiendo como las personas pueden seguir con su día después de lo ocurrido."
En el mismo reportaje Claire Coffee, quien interpreta a Adalind, comento sus propias opiniones de las acciones de su personaje: "Se ensucia las manos, la falda y su alma de la forma más sucia posible".

### Continuidad
- Eric Renard muere en este episodio.
- Nick se recupera de su zombificación, pero descubre que asesino a un hombre.
- Adalind no parece haber terminado sus tareas por recuperar sus poderes.

## Recepción

### Audiencia
En el día de su transmisión original en los Estados Unidos por la NBC, el episodio fue visto por un total de 4.960.000 de telespectadores. Sin embargo el total de personas que vieron y descargaron el episodio fue de un total de 7.780.000.

### Crítica
Kevin McFarland de AV Club le dio al episodio una B+ en una categoría de la A a la F, mostrándose contento por el argumento centrado en Nick y los cambios tanto físicos como emocionales que sufrió: "Pequeñas pruebas continúan enseñando que Grimm ahora tiene una línea central de personajes y una gran cronología que sigue eliminando los aspectos innecesarios del programa. Es un trabajo unido con mucha más química que puede durar más cuando los conflictos aparecen, pero uniendo a todos los demás a parte de Nick como un equipo es un gran paso en los personajes secundarios mientras las dos temporadas se basaron en el desarrollo de Nick y el crecimiento de David Giuntoli en la comodidad del papel. Cualquiera de ello bajara una nota cuando la trama principal recaiga en el descubrimiento de Nick y en su lugar se centre en resolver los casos de los nuevos aterradores Wesen en la ciudad esta por verse. Pero “PTZD” trajo abajo la gran historia de la temporada de un emocionante despegue igual que el mismo destino que el avión de Nick en el estreno."